# Viola A. Heinzelmann
Viola Angelika Heinzelmann (* 1. November 1969 in Kirchheim unter Teck) ist eine Schweizer Gynäkologin, Leitende Ärztin der Frauenklinik und Chefärztin des Gynäkologischen Tumorzentrums am Universitätsspital Basel sowie Professorin für Gynäkologie an der Universität Basel.

## Leben und Wirken
Viola Heinzelmann, geb. Schwarz, studierte zunächst zwei Jahre Rechtswissenschaft in Erlangen und anschließend bis 1997 Humanmedizin an der Eberhard Karls Universität Tübingen. Dort, in Tübingen promovierte sie 1998 zu einem medizinhistorischen Thema. Diese Arbeit, eine Biografie des deutsch-jüdischen Arztes Walter Edwin Griesbach (1888–1968), wurde 1999 mit dem Henry E. Sigerist Preis ausgezeichnet. Darauf folgten Studienaufenthalte in Neuseeland, London und Zürich. Schliesslich folgte bis 2005 ihre Ausbildung im Fachbereich Gynäkologie und Geburtshilfe am Universitätsspital Zürich. Während dieser Zeit absolvierte sie in Sydney ein zweijähriges Postdoktorat am Garvan Institute of Medical Research der University of New South Wales. Anschließend war sie in Zürich als Oberärztin an der Frauenklinik des Spitals Limmattal tätig und gleichzeitig Forschungsleiterin der Translational Research Group am  Universitätsspital. 2008 erhielt sie die Venia Legendi als Privatdozentin an der Universität Zürich.
Zwischen 2008 und 2012 arbeitete und forschte sie in Sydney am Royal Hospital for Women der University of New South Wales.
Heinzelmann ist seit 2012 Professorin für Gynäkologie an der Universität Basel und leitet seit 2013 als Chefärztin die Klinik für Gynäkologie und Gynäkologische Onkologie am Universitätsspital Basel. Forschungsschwerpunkte sind gynäkologische Karzinome, insbesondere das Ovarialkarzinom.
Heinzelmann ist verheiratet, Mutter von zwei Kindern und lebt bei Basel. Sie besitzt neben der schweizerischen auch die australische und deutsche Staatsbürgerschaft.